# Jewgeni Wiktorowitsch Wutschetitsch

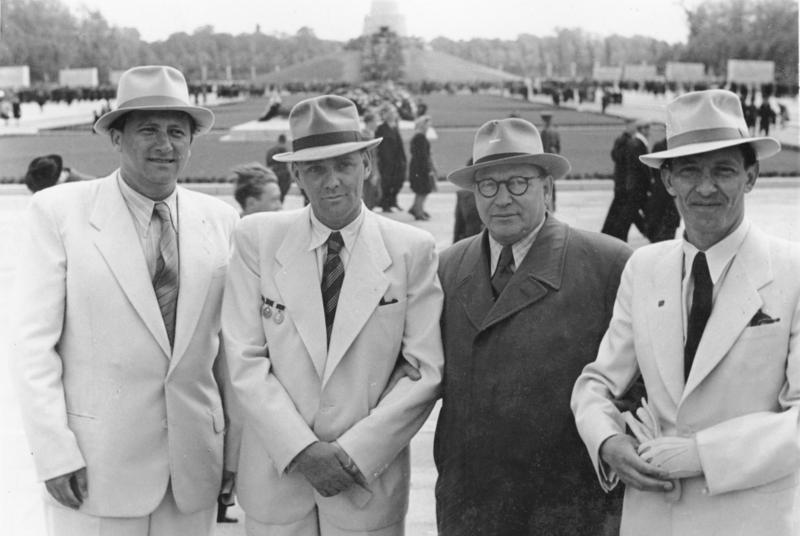
Jewgeni Wutschetitsch (2. von links) bei der Einweihung des von ihm erbauten Sowjetischen Ehrenmals im Treptower Park in Berlin am 8. Mai 1949

Jewgeni Wiktorowitsch Wutschetitsch (russisch Евгений Викторович Вучетич; wiss. Transliteration Evgenij Viktorovič Vučetič; * 15. Dezemberjul. / 28. Dezember 1908greg. in Jekaterinoslaw; † 12. April 1974 in Moskau) war ein sowjetischer Bildhauer und Künstler. Am bekanntesten wurde Wutschetitsch durch seine großen heroischen Monumente im allegorischen Stil.
Wutschetitsch, von montenegrinischer Herkunft (serbische Schreibweise: Vučetić, Вучетић), war ein führender Vertreter des sozialistischen Realismus und erhielt zahlreiche Auszeichnungen, darunter 1970 den Leninpreis, den Stalinpreis (fünffach), den Leninorden (zweifach) und den Orden des Vaterländischen Krieges zweiten Grades. Im Jahr 1959 wurde er zum Volkskünstler der UdSSR ernannt, 1967 zum Held der sozialistischen Arbeit.
Es wird angenommen, dass seine Werke im Treptower Park (Berlin), in Wolgograd und in Magnitogorsk als Triptychon konzipiert wurden.

## Werke
- Sowjetisches Ehrenmal im Treptower Park in Berlin (1949).
- Schwerter zu Pflugscharen vor dem UNO-Hauptquartier in New York (1957)
- Skulptur von Felix Dserschinski auf dem Lubjanka-Platz in Moskau (1958; abgetragen 1991 während des Augustputsches)
- Mutter-Heimat-Statue in Wolgograd auf dem Mamajew-Hügel (1963–67)
- Größte Lenin-Statue der Welt am Wolga-Don-Kanal südlich des heutigen Wolgograd (1970–73)
- Skulptur Hinterland-für-die-Front-Denkmal in Magnitogorsk (1979), Ausführung durch Leo Golovnitsky und Jakow Borissowitsch Belopolski
- Mutter Ukraine in Kiew (begonnen 1972, eröffnet 1981)

## Galerie

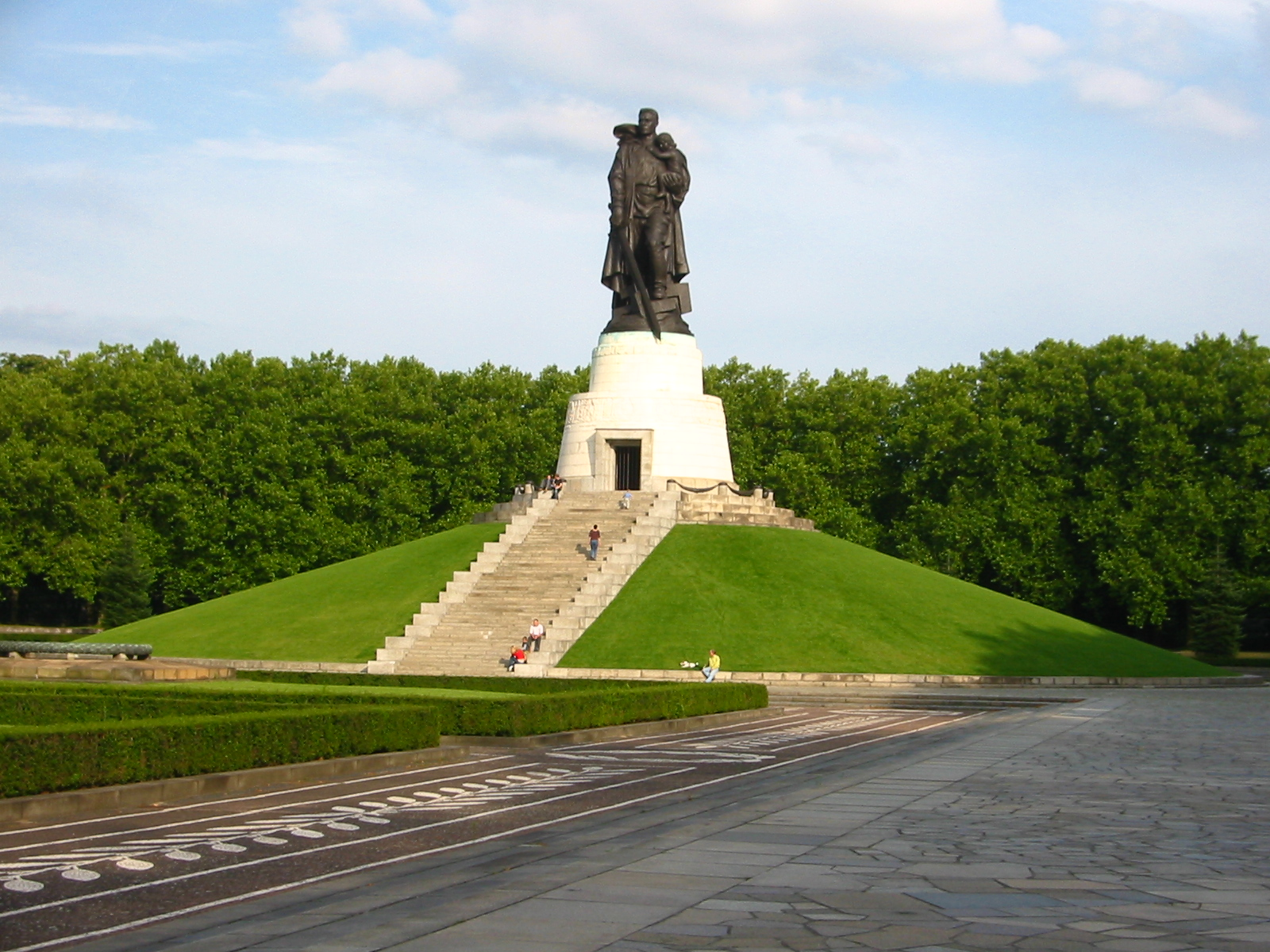
Sowjetisches Ehrenmal in Berlin
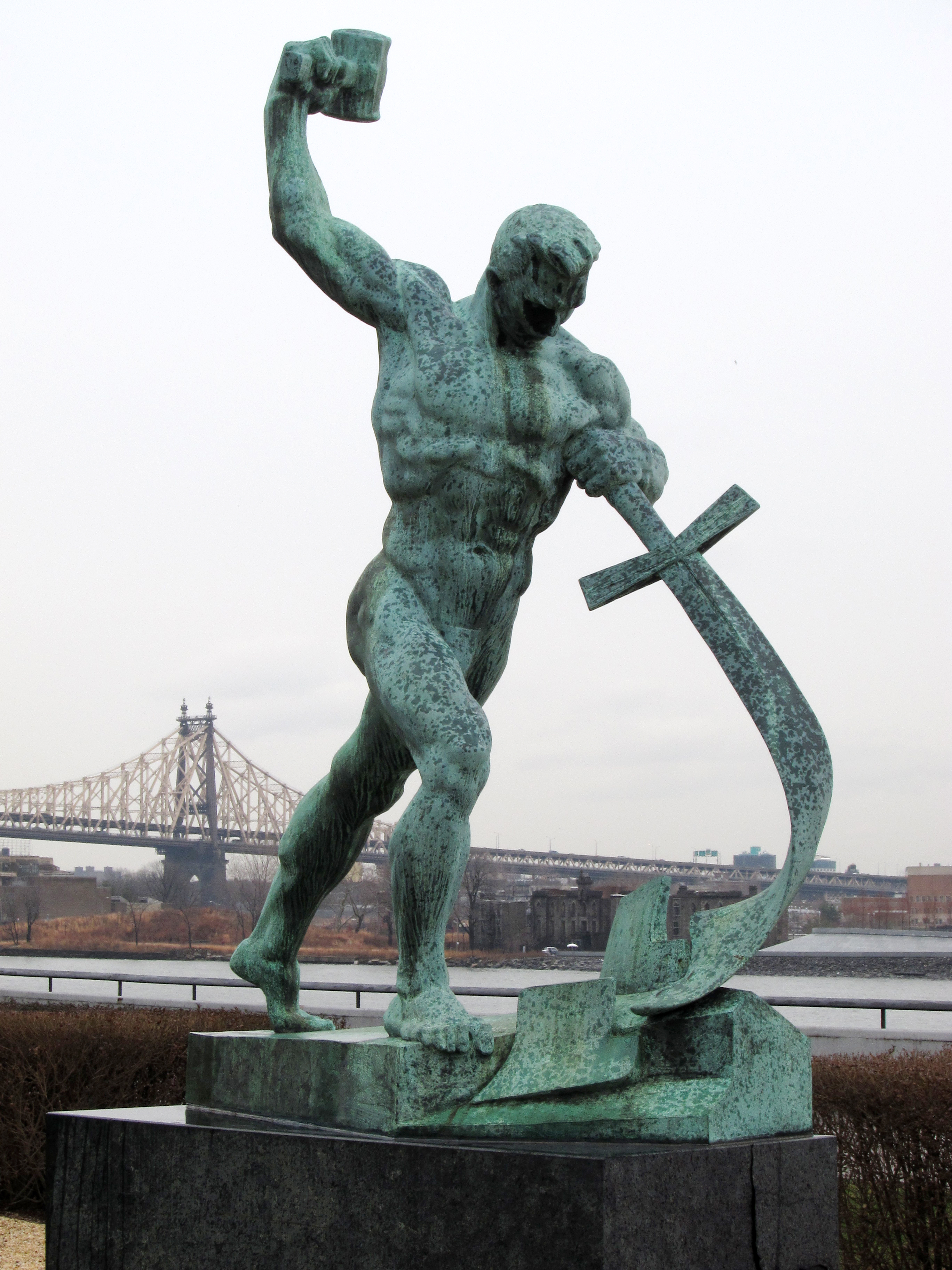
„Schwerter zu Pflugscharen“ in New York
„Mutter Heimat ruft“ in Wolgograd